# Indochinit

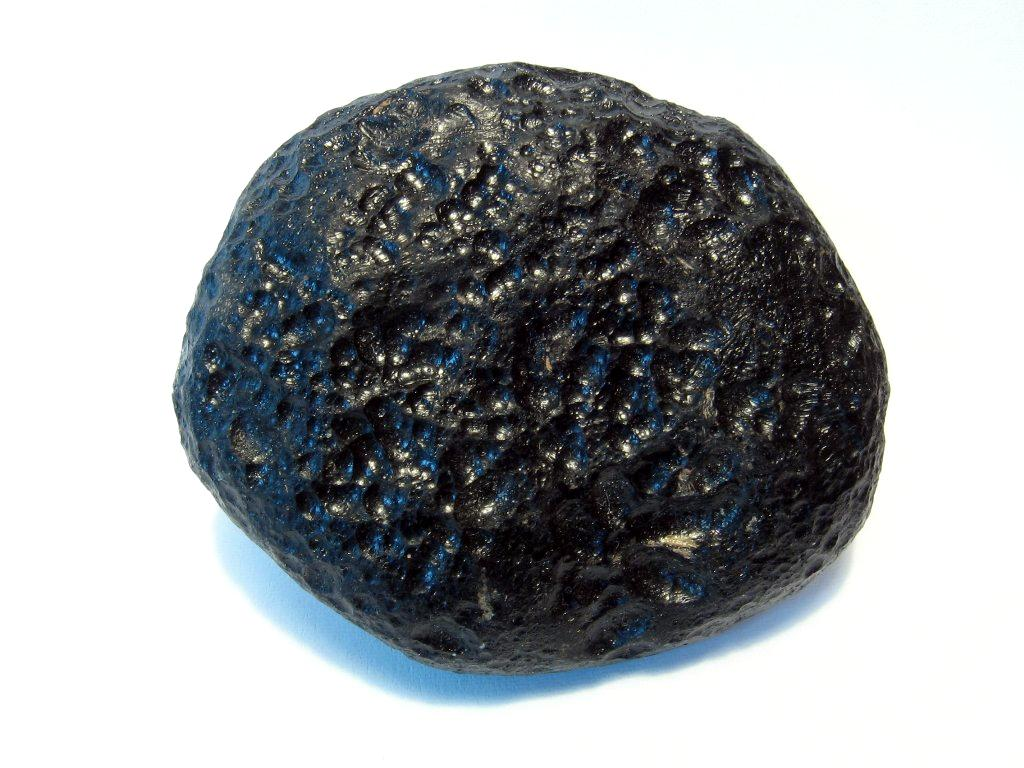
Indochinit aus Thailand

Indochinite gehören zu den Tektiten, natürlichen Gläsern, die beim Einschlag von Meteoriten entstanden sind.
Auf der Erde existieren vier größere Streufelder, auf denen Tektite gefunden werden: Das größte, das australasiatische Feld, umfasst Australien, die Philippinen, Indonesien und Teile von Indochina und China. Die im Gebiet von Indochina (Vietnam, Kambodscha, Laos) gefundenen Tektite werden als Indochinite bezeichnet. Der zugehörige Meteorit schlug vor ungefähr 790.000 Jahren vermutlich im Bolaven-Plateau in Laos ein und hinterließ einen von vulkanischen Basaltablagerungen überdeckten Einschlagkrater.
Die derzeit häufig – oft fälschlicherweise als Meteorite – angebotenen Indochinite werden überwiegend in der thailändischen Provinz Khon Kaen nordöstlich von Bangkok gefunden. Charakteristisch bei den Indochiniten aus Thailand sind die dunkle Farbe sowie die tiefen Schmelzlöcher und Gruben, ähnlich den Regmaglypten, die an Eisenmeteoriten auftreten. Vom Gesteinstyp her ähneln sie dem irdischen Obsidian, sind aber sehr silikatreich und nahezu wasserfrei.
Chemische Zusammensetzung: 73 % SiO2; 12,8 % Al2O3; 2,4 % K2O; 4,4 % FeO; 2,5 % MgO; 1,0 % CaO; 1,5 % Na2O3; 0,7 % TiO2; 0,1 % MnO; 0,04 % Fe2O3